# Punto caldo delle Isole della Società

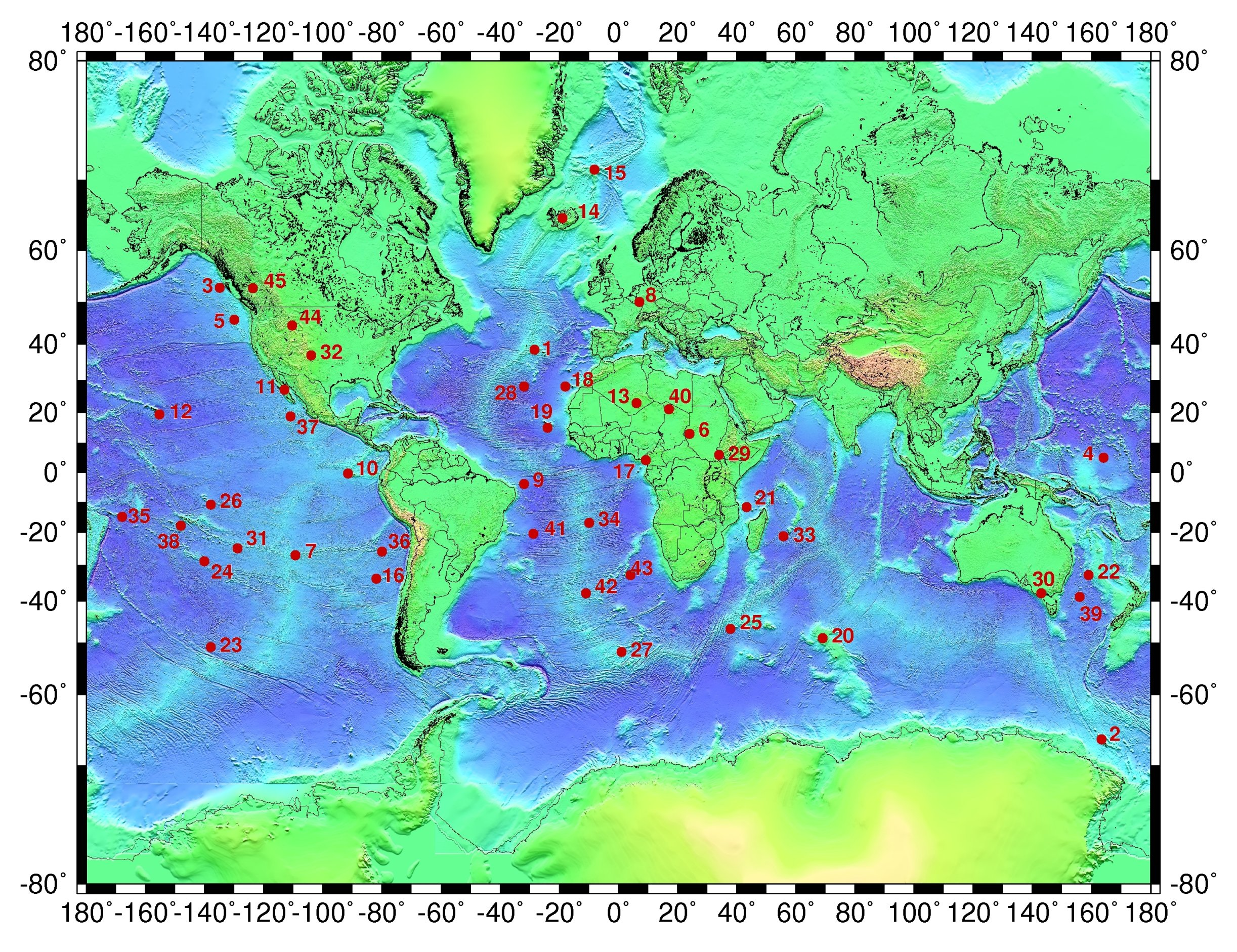
Il punto caldo delle Isole della Società si trova sull'estrema sinistra della mappa, identificato dal numero 38.

Il punto caldo delle Isole della Società  è un punto caldo dell'oceano Pacifico, responsabile della formazione delle Isole della Società.
Fa parte di una famiglia di punti caldi del Pacifico meridionale che include anche il punto caldo di Arago e il punto caldo di Macdonald. Si tratta di strutture al disotto della crosta terrestre che danno origine a vulcani e che sono in parte formati da pennacchi del mantello. Con il movimento della placca pacifica al di sopra dei punti caldi, si formano nuovi vulcani mentre quelli vecchi vengono eliminati. In qualche caso un vecchio vulcano capita al di sopra del punto caldo e può venire sollevato, come è accaduto con l'isola Rurutu.